# Adriaan Gildemeester
Adriaan Gildemeester (Amsterdam, 21 augustus 1828 - Scheveningen, 12 maart 1901) was tussen 1883 en 1891 lid van de Tweede Kamer der Staten-Generaal.

## Levensloop
Gildemeester was een lid van de in het Nederland's Patriciaat opgenomen familie Gildemeester (Rheda). Hij was een zoon van Hendrik Daniel Gildemeester (1797-1852) en Jeanne Marie Boissevain (1798-1885), lid van de familie Boissevain.
Hij studeerde waterbouwkunde aan de Koninklijke Academie te Delft, vanaf 1844 en sloot hier vriendschap met Lewis Cohen Stuart. In 1848 behaalde hij het diploma burgerlijk ingenieur.
Daarna ging hij werken in het bedrijf van zijn vader. In 1880 werd hij gekozen tot lid van de provinciale staten van Noord-Holland. In 1883 werd hij lid van de Tweede Kamer, als liberaal. Hij zetelde in de kamer tot 1891; om gezondheidsredenen wenste hij niet herkozen te worden. Hij voerde het woord over onder meer koloniale aangelegenheden, accijnzen en waterstaat.

## Personalia
Hij trouwde in 1853 met de Margaretha Elisabeth Clercq (1830-1908) uit welk huwelijk geen kinderen werden geboren.